# Maurício Pinto
Maurício Pinto (sinh ngày 9 tháng 10 năm 1996) là một cầu thủ bóng đá người Brasil thi đấu ở vị trí trung vệ cho câu lạc bộ SHB Đà Nẵng.

## Sự nghiệp
Ngày 6 tháng 1 năm 2023, SHB Đà Nẵng thông báo trên Facebook của đội rằng Maurício đã gia nhập câu lạc bộ. Anh ra mắt câu lạc bộ khi đá trọn vẹn trận đấu gặp Topenland Bình Định vào ngày 18 tháng 2. Trong trận đấu này, anh là cầu thủ ghi bàn nâng tỷ số lên 2–1.

## Danh hiệu
Metropolitano
- Campeonato Catarinense Série B: 2018
- Á quân Copa Santa Catarina: 2017